# Harangozó Tamás
Harangozó Tamás (Dunaújváros, 1979. június 27. –) politikus, országgyűlési képviselő.
A Magyar Szocialista Párt Országgyűlési Frakciócsoportjának frakcióvezető-helyettese, a párt Tolna megyei elnöke, jogászdoktor.
A 2021-es magyarországi ellenzéki előválasztáson Szekszárdon, Tolna megyei 1. sz. országgyűlési egyéni választókerületben indult és győzött a Párbeszéd és a Momentum támogatásával. A 2022-es magyarországi országgyűlési választáson veszített a választókerületében Horváth Istvánnal szemben, de a hatpárti ellenzék listájának 22. helyéről bejutott a parlamentbe.

## Családja
Szülei dr. Harangozó Ferenc és dr. Rózsa Katalin. Bátyja, Harangozó Gábor szintén MSZP-s országgyűlési képviselő.

## Tanulmányai

### Gimnázium
- 1993-1997: I. Béla Gimnázium (Szekszárd)

### Egyetem
- 1998-2004: Pécsi Tudományegyetem Állam- és Jogtudományi Kara nappali Jogász képzés (Diplomamunkájának címe Várható intézményi reformok az Európai Unió Alkotmány Szerződés tervezete alapján
- 2002-2006: Pécsi Tudományegyetem Állam- és Jogtudományi Kara, Szakokleveles Politológus másoddiplomás képzés (Diplomamunkájának címe Az MSZP választási szereplései 1990-2006)

### Egyéb
- 2006-2007: Demos Alapítvány, Delta Politikai Iskola politikai vezetőképzés (Projektmunkája címe Az MSZP mint szolgáltató párt)

## Munkahelyei
- 2004-2005: politikai tanácsadó-GYISM, Politikai Államtitkárság
- 2005- : politikai tanácsadó- Igazságügyi Minisztérium, Miniszteri Kabinet
- 2009 decemberétől a kampány végéig: az MSZP miniszterelnök-jelöltjének kabinetfőnöke

### 2000
- Szamel Lajos Tudományos Emlékülés PTE- ÁJK közigazgatási tudományos konferencia

### 2003
- Konferencia az EU Alkotmány tervezetéről, Budapest (intézményi reformok)
- Dale Carnegie :Stratégiai Prezentációk Műhelye (kommunikációs tréning)

### 2004
- Haladó Kormányzás Konferencia, Budapest (közszolgálati reform, politikai irányzatok a XXI. Században)
- Közszereplők Európai Akadémiája egyhetes kommunikációs képzés

### Közéleti tevékenységei
- 2010- : júniustól MSZP Országos Elnökség tagja
- 2010- : országgyűlési képviselő
- 2009- : MSZP Tolna megyei elnöke
- 2007- : MSZP Tolna megyei ügyvezető alelnök
- 2006- : MSZP Szekszárd városi elnök
- 2004- : MSZP Országos Jogi és Közigazgatási Tagozata Főtitkár
- 2002- : Szekszárd Megyei Jogú Város Sport és Ifjúsági Bizottsága, bizottsági tagja
- 2002- : Dél- Dunántúli Regionális Ifjúsági Tanács, tanácstag
- 2002- : a Magyar Szocialista Párt szekszárdi alapszervezet elnökségi tag
- 2000- : Harmadik Évezred Harmadik Hullám Platform alapítója, szervezőbizottsági tag
- 1998- : Fiatal Értelmiségiek Klubja (PTE-ÁJK) tagja

## Külső hivatkozások
- Adatlapja az MSZP honlapján
- Adatlapja az Országgyűlés honlapján